# San Carlos Park
San Carlos Park és una concentració de població designada pel cens dels Estats Units a l'estat de Florida. Segons el cens del 2000 tenia 16.317 habitants.

## Demografia
Segons el cens del 2000, San Carlos Park tenia 16.317 habitants, 5.901 habitatges, i 4.449 famílies. La densitat de població era de 1.296,3 habitants/km².
Dels 5.901 habitatges en un 42,5% hi vivien nens de menys de 18 anys, en un 58,2% hi vivien parelles casades, en un 11,3% dones solteres, i en un 24,6% no eren unitats familiars. En el 16,5% dels habitatges hi vivien persones soles el 4,4% de les quals corresponia a persones de 65 anys o més que vivien soles. El nombre mitjà de persones vivint en cada habitatge era de 2,77 i el nombre mitjà de persones que vivien en cada família era de 3,09.
Per edats la població es repartia de la següent manera: un 29,3% tenia menys de 18 anys, un 6,9% entre 18 i 24, un 36,7% entre 25 i 44, un 18,5% de 45 a 60 i un 8,7% 65 anys o més.
L'edat mediana era de 34 anys. Per cada 100 dones de 18 o més anys hi havia 98,6 homes.
La renda mediana per habitatge era de 45.870 $ i la renda mediana per família de 48.740 $. Els homes tenien una renda mediana de 31.768 $ mentre que les dones 25.541 $. La renda per capita de la població era de 19.022 $. Entorn del 6,1% de les famílies i el 8% de la població estaven per davall del llindar de pobresa.

## Poblacions més properes
El següent diagrama mostra les poblacions més properes.